# Gabriele Berghofer
Gabriele Berghofer (Austria, 26 giugno 1963) è una sciatrice e atleta austriaca paralimpica, che ha rappresentato l'Austria nello sci alpino, sci nordico e atletica leggera a vari Giochi paralimpici invernali ed estivi, vincendo in totale sette medaglie, di cui una medaglia d'oro, tre medaglie d'argento e tre medaglie di bronzo.

## Carriera

### Atletica leggera
Dopo il 4º posto ottenuto ad Arnhem 1980 nel pentathlon categoria B, con 4105 punti, Berghofer ha conquistato una medaglia d'oro nel pentathlon con 2014 punti e una di bronzo nel lancio del peso con il risultato di 7.35 m (dietro a Janet Rowley con 9.14 m e Michelle Message con 8.51 m alle Paralimpiadi estive di Stoke Mandeville & New York del 1984).

### Sci alpino
A Innsbruck 1984 Berghofer si classificata terza nello slalom gigante B2 con un tempo di 3:09.74 (al 1º posto Vivienne Martin che ha concluso la gara in 3:02.85 e al 2º posto Connie Conley in 3:09.45).
Quattro anni più tardi, sempre a Innsbruck, la sciatrice ha conquistato una medaglia d'argento nello slalom gigante B2 (con un tempo realizzato di 2:04.13) e una medaglia di bronzo nella gara di discesa libera categoria B2 in 0:54.28 (dietro alle connazionali Elisabeth Kellner	in 0:53.24 e Edith Hölzl in 0:54.10).

### Sci nordico
Berghofer ha agareggiato anche nello sci nordico paralimpico, disciplina nella quale ha vinto due argenti: nella gara di 7.5 km categoria B2-3 (sul podio, al 1º posto Miyuki Kobayashi e al 3º posto Susanne Wohlmacher) e nella staffetta 3x2,5 km femminile open, insieme alle compagne Renata Hoenisch e Elisabeth Maxwald durante le Paralimpiadi di Nagano del 1998.

## Palmarès

### Paralimpiadi
Atletica leggera
- 2 medaglie:
  - 1 oro (pentatlon B2 a New York 1984)
  - 1 bronzo (lancio del peso B2 a New York 1984)

Sci alpino
- 3 medaglie:
  - 1 argento (discesa libera B2 a Innsbruck 1988)
  - 2 bronzi (slalom gigante B2 a Innsbruck 1984; slalom gigante B2 a Innsbruck 1988)

Sci nordico
- 2 medaglie:
  - 2 argenti (7,5 km B2-3 e 3x2,5 km stafetta a Nagano 1998)